# Kølbygård
 Kølbygård (1600 Kjølbyegaardt) var en hovedgård i Hunstrup Sogn i det tidligere Hillerslev Herred, Thisted Amt, nu Thisted Kommune. Den er kendt tilbage til midten af 1500-tallet, hvor den ejedes af Kjeld Krappe til Nebel (død 1550). I 1689 fik den senere justitsråd og borgmester i Thisted, Enevold Nielsen Berregaard tilladelse til at lægge Vesløsgård under den, og da han blev adlet i 1726 oprettede han et stamhus på godset. Den blev udstykket i 1916, og hovedbygningen, der var opført i 1766, blev derefter nedrevet.

## Eksterne kilder og henvisninger
- Kongeriget Danmark, J.P. Trap, 4. udgave 1924

|  | Denne artikel om en bygning eller et bygningsværk kan blive bedre, hvis der indsættes et (bedre) billede. Du kan hjælpe ved at afsøge Wikimedia Commons for et passende billede eller lægge et op på Wikimedia Commons med en af de tilladte licenser og indsætte det i artiklen. |

57°2′5″N 8°48′42″Ø / 57.03472°N 8.81167°Ø